# Mednji vsadnik
Mednji vsadnik (rus. Медный всадник), ruski šahovski klub iz Sankt Peterburga. Treći na Europskome klupskom šahovskom prvenstvu za 2019. godinu. Za momčad koja je sudjelovala na turniru u Ulcinju nastupili su velemajstori Leinier Dominguez Perez, Maksim Matlakov, Kirill Aleksejenko, Vladimir Fedosejev, Maksim Rodštein, Pavel Ponkratov i Aleksej Goganov. Klub se zove po spomeniku ruskom caru Petru I., Brončanome konjaniku.